# Nemoura palliventris
Nemoura palliventris är en bäcksländeart som beskrevs av Aubert 1953. Nemoura palliventris ingår i släktet Nemoura och familjen kryssbäcksländor. Inga underarter finns listade i Catalogue of Life.